# ويلي واتسون
ويلي واتسون (بالإنجليزية: Willie Watson)‏ (7 مارس 1920 في المملكة المتحدة - 24 أبريل 2004 بجوهانسبرغ في المملكة المتحدة) هو لاعب كركيت ومدرب كرة قدم ولاعب كرة قدم بريطاني في مركز الوسط، شارك في كأس العالم 1950. وشارك مع منتخب إنجلترا لكرة القدم ومنتخب إنجلترا للكريكت. أما مع النوادي، فقد لعب مع نادي سندرلاند وهدرسفيلد تاون ونادي هاليفاكس تاون.

## مسيرته الكروية
لعب ويلي واتسون خلال مسيرته الاحترافية مع ناديين في عشرة مواسم وسجل خلالها 15 هدفًا ضمن 244 مباراة. ولم يفز بأي موسم بالكأس أو بالدوري.
خاض ويلي واتسون مسيرته مع نادي سندرلاند في موسم 1946–47 ليلعب معه ثمانية مواسم، مشاركًا في 211 مباراة سجل خلالها 14 هدفًا. ثم انتقل إلى نادي هاليفاكس تاون في موسم 1954–55 ولمدة موسمين، حيث شارك في 33 مباراة سجل خلالها هدفًا واحدًا.

## وصلات خارجية
- ويلي واتسون على موقع إي آس بي آن كريك إنفو (الإنجليزية)
- ويلي واتسون على موقع قاعدة بيانات كرة القدم.إي يو (الإنجليزية)
- ويلي واتسون على موقع ناشيونال فوتبول تيمز (الإنجليزية)
- ويلي واتسون على موقع Soccerbase.com (مدرب) (الإنجليزية)
- ويلي واتسون على موقع Soccerway.com (الإنجليزية)
- ويلي واتسون على موقع عالم كرة القدم.نت (الإنجليزية)